# 吳莫愁
吳莫愁（英語：Momo Wu，1992年4月18日—），中國大陸女歌手、演员。2012年以瀋陽音樂學院學生身份，參加《中国好声音》第一季，于2012年7月27日首次登场，最終成為庾澄慶戰隊冠軍，以及獲得全國總決賽亞軍。
2012年11月，同庾澄慶合作單曲〈我要給你〉，正式步入歌壇。她對於公眾的影響力也得到各界的認可，在聯合國婦女權能署和網易聯合發起的「2012女性傳媒大獎」評選中，吳莫愁被授予「年度女性榜樣獎」。2014年登上中國福布斯名人榜第59位。2021年，在《2021中国好声音》擔任李克勤戰隊的導師助教。至今已发行五张音乐专辑，并参演许多影视作品及综艺节目。

## 演艺经历
2012年，参加浙江卫视歌唱选秀节目《中国好声音》的比赛，盲选时演唱英文歌曲《Price Tag》，并加入庾澄庆组 ；同年9月28日，在经过多轮淘汰赛后，最终获得《中国好声音》庾澄庆组冠军、全国总决赛亚军  ；同年12月10日，获得“现代中国梦庆典活动”亚洲新锐热力新人奖   ；同年12月13日，获得“中国魅力榜颁奖盛典”异色之魅大奖   。
2013年，客串张一白执导的贺岁喜剧电影《越来越好之村晚》，这是她的首部电影作品；同年3月，推出首支个人单曲《爱爱爱爱》，并作为喜剧电影《厨子戏子痞子》的推广曲   ；同年4月，获得“第17届全球华语榜中榜音乐大典”最具人气能量歌手奖  ；同年5月12日，获得“中国现代时尚20年颁奖盛典”现代时尚明星人物奖；随后，推出个人单曲《就现在》 ；同年6月19日，受香港賽馬會邀請於跑馬地馬場Music Rocks the Valley音樂派對演出；同年9月，受邀参加“纽约时装周” 。
2014年4月13日，获得“第14届音乐风云榜年度盛典”组委会主席奖、最佳新人奖  ；同年4月，推出首张个人音乐专辑《无所不在》，收录包括《小女孩的花花世界》、《Super MO》等在内的12首歌曲；同年7月，与古天乐、郭采洁合作主演爱情微电影《2014乐事谁是你的菜》；同年11月，推出个人单曲《宠爱》；同年12月，推出个人单曲《那么问题就来了》。
2015年4月17日，其主演的青春爱情电影《万物生长》上映，而她在片中则饰演了作风大胆、仰慕白老师的女学生魏妍；同年7月30日，推出第二张个人音乐专辑《90》，收录了包括《河流》、《人造景》等在内的9首歌曲  ；同年10月27日，推出第三张个人音乐专辑《接近无限》，收录了包括《大美丽 My Lips》、《小蛮腰》等在内的10首歌曲  ；同年12月，与张玮共同推出香港迪士尼乐园十周年庆主题曲《从此以后Happily Ever After》。
2016年2月14日，其主演的爱情电影《奔爱》上映，而她在片中则饰演了推销员关月 ；同年3月23日，获得“QQ音乐巅峰盛典”年度突破大奖 ；同年5月7日，获得“Music Radio中国TOP音乐盛典”年度最佳舞台演绎奖、Music Radio音乐之声DJ最爱艺人奖；同年6月5日，获得“Hito流行音乐颁奖典礼”内地推崇歌手奖 ；同年7月28日，获得“亚洲金曲大赏”内地最受欢迎女歌手奖；同年11月，推出个人单曲《完美的你》 。
2017年6月28日，推出与张磊、蒋敦豪、刘珂等合唱的歌曲《爱是永恒》；7月20日，获得MTV全球华语音乐盛典最佳全能舞台演绎歌手奖 ；9月19日，正式启动“MORE REAL造作行动”，并于9月20日推出“MORE REAL造作行动”第一支单曲《噪音》；12月27日，个人音乐专辑《造作MORE REAL》正式启动预售，唱片于2018年1月8日正式全国上市  。
2018年1月3日，推出个人原创单曲《把爱带回家》 ；7月30日，演唱的《新舞林大会》2018主题曲《最精彩的舞步》正式上线 ，8月，她还入选了福布斯中国“30位30岁以下精英”榜（音乐领域）；9月15日，受邀《中國新說唱》四強搶位賽幫唱嘉賓，並與選手劉柏辛共同演唱《編號89757》；11月，推出電視劇《你和我的傾城時光》獻唱的主題曲《當愛來臨的時候》。
2021年7月，吳莫愁加盟《2021中國好聲音》，担任李克勤战队的导师助教；8月11日，发行第五张个人音乐专辑《盛开》第一支同名单曲《盛开》，该专辑收录了包括《人超女力神》、《放过自己好吗》、《爆炸前别吻醒我》等在内的9首歌曲；12月，加盟《閃光的樂隊》，與其他音樂人以樂隊的形式登台演出。
2022年5月，参加《乘风破浪 (第三季)》；6月作为特别来宾来到《了不起舞社》半决赛现场跳了《天上飞》街舞版；6月参加节目《为歌而赞》与邓典演唱歌曲《瞄准》；6月为手游《王牌竞速》演唱周年主题曲《最速王牌》；12月参加节目《时光音乐会》演唱歌曲《倾城之恋》。
2023年2月，加盟《17号音乐仓库》；同年3月4日与嘉宾梁龙在沈阳开启全国巡演“YES MO LOVE”第一站；5月6日与嘉宾王靖雯在上海开启全国巡演“YES MO LOVE”第二站；6月9日与嘉宾吴克群在广州开启全国巡演“YES MO LOVE”第三站；6月，为网剧《妻子的新世界》献唱主題曲《灿烂的烟花般的你》；6月为“第20届电影频道传媒关注单元闭幕式”献唱歌曲《人是》；9月19日加盟“千代创际”并发布单曲《化作风去远方》，10月20日歌曲《化作风去远方》MV上线，10月为《赵琳的探险日记》演唱主题曲《去探险吧》；10月参加《我们的歌 (第五季)》；12月为《和平精英》“龙跃长城”演唱预热曲《逐光》；12月5日推出个人单曲《谁听话》。

## 音樂作品

### 專輯
| 專輯 | 專輯名稱 | 發行公司   | 發行日期       | 曲目 | 专辑类型 |
| ---- | -------- | ---------- | -------------- | --- | -------- |
| 1st  | 無所不在 | 夢響強音   | 2014年4月18日  | 曲目 1. Super Mo 2. 沒差 3. 不是愛 4. 靠近 5. 就現在 6. 無所不在 7. 愛愛愛愛 8. 小女孩的花花世界 9. 不請自來 10. 我相信 11. 我要給你 (ft. 庾澄慶) 12. 青春不下綫                          | 專辑     |
| 2nd  | 90       | 蝦米音樂人 | 2015年7月30日  | 曲目 1. No Confusion 2. You Don't Care about Me (ft. 張瑋) 3. 那個 4. 萬夫莫敵 5. 人造景 6. 想要什麼樣的愛 7. Blue Moon 8. 河流 9. I Know                                                 | 專辑     |
| 3rd  | 接近無限 | Sony Music | 2015年10月27日 | 曲目 1. 大美麗 My Lips 2. 接近無限溫暖的你 3. 喜歡呦 4. 在你左右 5. 愛的號角聲 6. 小蠻腰 7. 寂寞高手 8. 我是你的Lover 9. 你傻的 10. 你一直在心中 11. I'm Unstoppable （“勢不可擋版”加曲） | 專輯     |
| 4th  | 造作     | 蝦米音樂人 | 2017年12月6日  | 曲目 1. 噪音 2. 旅程 3. Take It Easy 4. Sugar, Wine, Kisses 5. 咖啡鬼 6. 不懂你 7. 想，和你吃酸菜魚 8. 烏煙瘴氣 9. 煩 10. 保持距離                                                        | 專辑     |
| 5th  | 盛開     | 夢響強音   | 2021年10月13日 | 曲目 1. 盛開 2. 嘘 3. 人超女力神 4. 搶誰的光 5. 放過自己好嗎 6. 孤獨求愛 7. 快活 8. 爆炸前别吻醒我 9. 不是东西                                                                            | 專辑     |

### 合輯/單曲EP
| 曲名         | 作詞                                    | 作曲                                    | 附註                         |
| 我要給你     | 庾澄慶 吳莫愁 旺福樂團 姚小民           | 庾澄慶                                  | 收錄於庾澄慶《我要給你》專輯 |
| 想神馬有神馬 | 汪宏蘊&許俊南                           | 黃一                                    | 與李代沫一起演唱             |
| 完美的你     | 苟庆                                    | 刘伟德                                  | 世界愛滋病公益單曲           |
| 寵愛         | 苟庆                                    | 镰田俊哉                                |                              |
| 貪玩藍月     | Jerry C                                 | Jerry C                                 |                              |
| 最精彩的舞步 | 左光平                                  | 倪子冈 NESE                             | 2018《新舞林大會》主題曲     |
| 沖一波       | Matias Melleri Rose 刘明湘 Topi Latukka | Matias Melleri Rose 刘明湘 Topi Latukka |                              |
| 破           | 魏星、陈恬                              | 黄一                                    |                              |
| 莫愁         | 安艺恩（中文词：阿屈、莽莽）            | 安艺恩                                  |                              |
| 起火         | 刘禹铄                                  | 刘禹铄                                  |                              |
| 化作风去远方 | 黑糖@恭喜发财                           | 黑糖@恭喜发财                           |                              |
| 谁听话       | RAM、Angela W.、郑俊树                  | 郑俊树、Angela W.、PALASH、Eva Rawlings |                              |

### OST
| 曲名             | 作詞               | 作曲   | 影視名稱                 |
| 爱爱爱爱         | 常石磊             | 常石磊 | 《厨子戏子痞子》         |
| 取名回憶的時光   | 小寒               | 黄韵仁 | 《中國好聲音之為你轉身》 |
| 那么问题就来了   | 顾伟               | 陈伟伦 | 《微爱之渐入佳境》       |
| 舞底线           | 岑伟宗             | 高世章 | 《捉妖记》               |
| 72度             | 鄭一肖             | 鄭一肖 | 《李茶的姑妈》           |
| 當愛來臨的時候   | 淺紫               | 姜帆   | 《你和我的傾城時光》     |
| 也许是爱情       | 浅紫               | 都智文 | 《热血同行》             |
| 灿烂的烟花般的你 | 刘倍贝、窦鹏、张文 | 窦鹏   | 《妻子的新世界》         |
| 欢迎来到麦乐村   | 邓伊伦             | 邓伊伦 | 《欢迎来到麦乐村》       |

## 影視作品

### 電影
| 上映年份 | 電影名稱             | 角色   | 導演   | 備註 |
| 2013     | 越來越好之村晚       | 吳莫愁 | 張一白 | 客串 |
| 2013     | 中國好聲音之為你轉身 | 吳沛珊 | 蔡於位 |      |
| 2015     | 萬物生長             | 魏妍   | 李玉   |      |
| 2016     | 奔愛                 | 關月   | 張猛   |      |
| 2018     | 捉妖記2              | 小包子 | 許誠毅 |      |
| 2020     | 温暖的抱抱           | 吴莫愁 | 常远   | 客串 |
| 未上映   | 畢業進行時           | 吳海倫 | 宋迪   |      |

### 電視劇/網絡劇
| 播出年份 | 戲劇名稱   | 角色         | 備註   |
| 2021     | 大宋宮詞   | 契丹公主鐵鏡 |        |
| 2025     | 書卷一夢   | 娜姐         | 網絡劇 |
| 2025     | 掃毒風暴   | 雲安娜       |        |
| 待播     | 这一秒过火 | 慕容锦瑞     |        |